# Sphyrometopa femorata
Sphyrometopa femorata är en insektsart som beskrevs av George Clifford Carl 1908. Sphyrometopa femorata ingår i släktet Sphyrometopa och familjen vårtbitare. Inga underarter finns listade i Catalogue of Life.